# Turnitin
Turnitin은 Advance Publications의 자회사인 Turnitin, LLC에서 운영하는 인터넷 기반 표절 탐지 서비스이다.
1998년에 설립된 이 회사는 대학과 고등학교에 라이선스를 판매한 다음 SaaS(Software as a Service)를 사용하여 제출된 문서를 데이터베이스 및 다른 웹사이트의 콘텐츠와 대조하여 표절을 식별한다. 결과는 기존 출처와의 유사성을 식별할 수 있으며 학생들이 표절을 피하고 작문을 개선하는 방법을 배우도록 돕기 위한 형성 평가에 사용될 수 도 있다.
학생들은 특정 과정이나 수업을 수강하기 위한 요구 사항으로 Turnitin에 과제를 제출해야 할 수 있다. 이 소프트웨어는 제출을 요구하는 것이 유죄 추정을 의미한다고 주장하면서 제출을 거부하는 일부 학생들과 함께 논란의 원인이 되었다. 일부 비평가들은 이 독점 소프트웨어의 사용이 교육적 개인 정보 보호 및 국제 지적 재산권법을 위반하고 학생들의 저작물을 Turnitin의 비공개 데이터베이스에 영구적으로 저장하여 상업적 목적으로 악용한다고 주장했다.
Turnitin, LLC는 또한 정보 웹사이트 plagiarism.org를 운영하고 있으며 iThenticate라는 신문 편집자와 책 및 잡지 발행인을 위한 유사한 표절 탐지 서비스를 제공한다. Turnitin 제품군에 포함된 다른 도구로는 GradeMark(온라인 채점 및 수정 피드백), PeerMark(학생 동료 검토 서비스)가 있다.
2019년 3월 Advance Publications는 Turnitin, LLC를 US$1.75 billion에 인수했다.
영국에서 이 서비스는 JISC에서 'Plagiarism Detection Service Turnitin UK'로 지원 및 홍보한다. 서비스는 서비스의 유럽 리셀러인 Northumbria Learning과 함께 iParadigms에서 운영된다.

## 기능
Turnitin 소프트웨어는 독점 알고리즘을 사용하여 제출된 논문을 여러 데이터베이스와 비교하여 잠재적으로 독창적이지 않은 콘텐츠를 확인한다. 그래서 이 소프트웨어는 자체 데이터베이스를 스캔하고 대규모 학술 독점 데이터베이스와 라이선스 계약을 체결했다.

### 학생 논문 데이터베이스
학생들이 제출한 에세이는 표절 여부를 확인하기 위해 데이터베이스에 저장된다. 이렇게 하면 논문 간에 일치하는 텍스트를 식별하여 한 학생이 다른 학생의 논문을 사용하는 것을 방지할 수 있다. 학생 논문 외에도 데이터베이스에는 공개적으로 액세스할 수 있는 인터넷 사본이 포함되어 있으며 회사는 웹 크롤러를 사용하여 Turnitin의 아카이브에 콘텐츠를 지속적으로 추가한다. 또한 책, 신문 및 저널의 상업 및 저작권 페이지가 포함되어 있다.

### 교실 통합
학생들은 일반적으로 교사가 액세스할 수 있도록 서비스에 직접 논문을 업로드한다. 교사는 학생의 논문을 개별 파일, 일괄 업로드 또는 ZIP 파일로 Turnitin.com에 제출할 수도 있다. 교사는 또한 학생들이 제출을 완료하기 전에 시스템의 "원본성 보고서"를 검토할 수 있도록 과제 분석 옵션을 설정할 수 있다. 동료 검토 옵션도 사용할 수 있다.
일부 가상 학습 환경은 Turnitin을 지원하도록 구성할 수 있으므로 학생 과제가 분석을 위해 자동으로 제출될 수 있다. Blackboard, Moodle, ANGEL, Instructure, Desire2Learn, Pearson Learning Studio, Sakai, Studywiz는 소프트웨어와 어떤 식으로든 통합된다.

### 입학 지원서
2019년에 Turnitin은 파트너 소프트웨어인 Kira Talent를 통해 입학 지원 자료를 분석하기 시작했다.

## 반응

### 은둔
댈하우지 대학의 학생회는 미국 정부가 미국 애국자법에 따라 제출된 논문과 데이터베이스의 개인 정보에 액세스할 수 있기 때문에 캐나다 대학에서 Turnitin을 사용하는 것을 비판했다. Mount Saint Vincent University는 부분적으로 법의 의미 때문에 Turnitin의 서비스를 금지한 최초의 캐나다 대학이 되었다.

### 저작권 침해 우려
회사의 변호사들은 학생 작업이 평가 대상이 아닌 경우 에세이를 작성하는 것은 무의미하기 때문에 평가에 대한 묵시적 라이선스 이론에 따라 다루어진다고 주장한다. 변호사는 이러한 묵시적 라이선스가 Turnitin에게 저작물을 복사, 복제 및 보존할 수 있는 권한을 부여한다고 주장한다. 회사의 변호사는 또한 논문과 학위논문이 대학 도서관과 같이 공개적으로 접근 가능한 컬렉션에 보관할 수 있는 묵시적 허가를 수반한다고 주장한다.
미네소타 대학교 로스쿨 교수인 댄 버크는 회사의 논문 사용이 다음과 같은 몇 가지 이유로 공정 사용 테스트를 충족하지 못할 수 있다고 반박했다.
- 회사는 일부가 아닌 전체 문서를 복사한다.
- 학생들의 작업은 종종 확립된 사실의 모음이 아니라 독창적이고 해석적이며 창의적이다.
- Turnitin은 상업 기업이다[11]

한 그룹의 학생이 이에 근거하여 Turnitin에 소송을 제기했을 때 Vanderhye et al. v. iParadigms LLC, 지방 법원은 이러한 관행이 공정 이용에 해당한다고 판결했다. 항소에서 미국 제4순회 항소법원은 확정했다.

### 유죄추정
일부 학생들은 Turnitin에 문서를 제출하도록 요구하는 것은 유죄로 추정된다는 뜻이며, 이는 학업 규율 및 해당 지역 법률 및 사법 관행을 위반할 수 있다고 주장한다. 일부 교사와 교수는 학교에서 Turnitin을 사용하지 못하도록 하려고 할 때 이 주장을 지지한다.

### 확인(WriteCheck)
Turnitin의 배후에 있던 회사인 iParadigms는 WriteCheck라는 다른 상용 웹사이트를 운영했다. 여기에서 학생들은 Turnitin이 사용하는 데이터베이스에 대해 논문을 테스트하는 비용을 지불하고 해당 논문이 표절로 감지될지 여부를 결정했다. 해당 문서를 학교에서 제공한 계정을 통해 주요 Turnitin 웹사이트에 제출했다. 2019년 11월부터 새로운 구독이 수락되지 않고 WriteCheck 제품이 2020년에 철회된다고 발표되었다. 경제학자 Alex Tabarrok은 Turnitin의 시스템이 "이 표절 전쟁에서 양측을 무장시키고 있는 군벌"이라고 불평했다. 이후 웹사이트는 폐쇄됐다.

## 소송
필수 Turnitin 제출에 대한 잘 알려진 한 분쟁에서 맥길 대학교의 학생 Jesse Rosenfeld는 2004년 Turnitin에 학업 작업을 제출하는 것을 거부했다. 대학 상원은 결국 Rosenfeld의 과제가 서비스를 사용하지 않고 채점되어야 한다고 판결했다. 이듬해 다른 맥길 대학교의 학생 Denise Brunsdon은 Turnitin.com에 과제 제출을 거부했고 학생 불만에 관한 상원 위원회로부터 유사한 판결을 받았다.
2006년 Nova Scotia에 있는 Mount Saint Vincent University의 상원은 학생들의 학업 과제를 Turnitin.com에 제출하는 것과 학생의 과제가 외부 데이터베이스의 일부가 되어야 하는 모든 소프트웨어를 다른 당사자가 액세스할 수 있는 곳에 제출하는 것을 금지했다. 이 결정은 학생회가 학생들의 학업을 통해 이익을 얻는 Turnitin.com 및 기타 표절 방지 장치의 사용과 관련된 법적 및 개인 정보 보호 문제를 대학 커뮤니티에 경고한 후 내려진 것이다. 이는 프린스턴, 하버드, 예일, 스탠포드가 Turnitin을 사용하지 않기로 결정한 후 캐나다에서 이러한 종류의 캠퍼스 전체가 금지된 첫 번째 조치였다.
토론토의 토론토 메트로폴리탄 대학교에서 학생들은 자신의 작업을 Turnitin.com에 제출할지, 아니면 강사와 대안을 마련할지 결정할 수 있다. 유사한 정책이 세인트캐서린스의 브록 대학교에서도 시행되고 있다.
2007년 3월 27일, 지적 재산권 변호사의 도움으로 버지니아의 McLean 고등학교 학생 2명(학생 권리 위원회의 도움으로)과 애리조나주 피닉스의 Desert Vista 고등학교 학생 2명이 소송을 제기했다. 미국 순회 법원 (Eastern District, Alexandria Division)은 Turnitin의 모회사인 iParadigms의 저작권 침해를 주장한다. 거의 1년 후 Claude M. Hilton 판사는 학생들의 불만 사항에 대해 iParadigms, Turnitin에 찬성하여 즉결 판결을 내렸다. 학생들은 판결에 항소했고 2009년 4월 16일 미국 제4순회 항소법원은 iParadigms/Turnitin에 유리한 Hilton 판사의 판결을 확인했다.

## 결점

### 임시 인코딩, 글꼴 및 텍스트 표현
Turnitin 표절 탐지 소프트웨어의 여러 결함 과 버그는 과학 문헌에 문서화되어 있다. 특히 Turnitin은 다음과 같은 문제점들이 있다.
1. 임시 텍스트 인코딩
2. 컴퓨터 글꼴로 재배열된 글리프
3. 모양을 나타내는 베지어 곡선으로 대체된 텍스트.

### 자동화된 의역
또 다른 연구에 따르면 Turnitin은 인기 있는 무료 인터넷 기반 의역 도구에서 생성된 텍스트를 감지하지 못했다. 게다가 자동화된 패러프레이징(paraphrasing)과 같은 보다 정교한 기계 학습 기술은 자연스럽고 표현력 있는 텍스트를 생성할 수 있으며, 이는 Turnitin이 감지하는 것이 사실상 불가능하다. 또한 Turnitin에서 기사 회전을 인식하지 못했다. 상황에 대한 질문에 당시 Turnitin의 마케팅 부사장인 Chris Harrick은 회사가 해결책을 연구 중이지만 큰 문제는 아니라고 말했다. 그는 추가로 "이 도구의 품질이 상당히 좋지 않기 때문이다(the quality of these tools is pretty poor)"라고 의견을 밝혔다.

### Turnitin의 응답
몇 년 후 Turnitin은 "학생들이 Turnitin을 속일 수 있까? 일부 학생들은 다양한 전술을 사용하여 Turnitin을 '패배'시킬 수 있다고 믿는다." 회사는 기술적인 문제를 부인하고 "이 '트릭'의 저자는 대부분 에세이 공장 "이라고 말했다. 그런 다음 이 기사는 과학 문헌, 기술 논문 또는 컴퓨터 코드의 예를 언급하지 않고 몇 가지 가능한 "속임수"와 Turnitin이 이를 처리할 의도를 나열했다.

## 추가 비판
저작권 귀속과 텍스트 간의 유사성을 연구하는 이탈리아 학자 Michele Cortelazzo, 언어학 교수는 역설적으로 Turnitin의 소스 코드가 공개되지 않았기 때문에 다른 소스에서 표절되었는지 여부를 알 수 없다고 지적했다. 같은 이유로 Turnitin이 논문을 평가하는데 사용하는 과학적 방법론(있는 경우)이 무엇인지 알 수 없다.
2009년에 Texas Tech University의 연구원 그룹은 Turnitin이 발견한 "비독창성"의 많은 사례가 표절이 아니라 정당한 이유로 나타난 전문 용어, 과정 용어 또는 구문의 사용이라고 보고했다. 예를 들어, 연구자들은 논문의 주제 용어 또는 "주제 문구"에서 플래그가 지정된 자료의 높은 비율을 발견했으며, 이를 몇 단어가 추가된 논문 주제로 정의했다(예: "소아 비만의 유병률 계속 상승").
Turnitin은 또한 교육 및 작문에 관한 컨퍼런스에서 패널리스트에게 비용을 지불했다는 비판을 받았다.